# Manoir de Pommereuil
Le manoir de Pommereuil est un manoir des XIIIe, XVe et XVIe siècles situé à Sainte-Marthe dans le département de l'Eure en Normandie. L'édifice fait l'objet d'une inscription  au titre des Monuments historiques depuis le 14 janvier 1993.

## Localisation
Le manoir de Pommereuil se situe sur le territoire de la commune de Sainte-Marthe dans le Centre-ouest du département de l'Eure, au cœur de la région naturelle du pays d'Ouche. Il s'élève au bord de la départementale 140, entre La Ferrière-sur-Risle à l'ouest, Conches-en-Ouche à l'est et la forêt de Conches au sud.

## Historique
La première mention d'un manoir appartenant à la famille de Pommereuil date du XIIIe siècle. Ruiné durant la guerre de Cent Ans, l'édifice est reconstruit  vers 1561 par Robert de Pommereuil, maître des Eaux et Forêts de Normandie et Picardie, et par son fils Guillaume. 

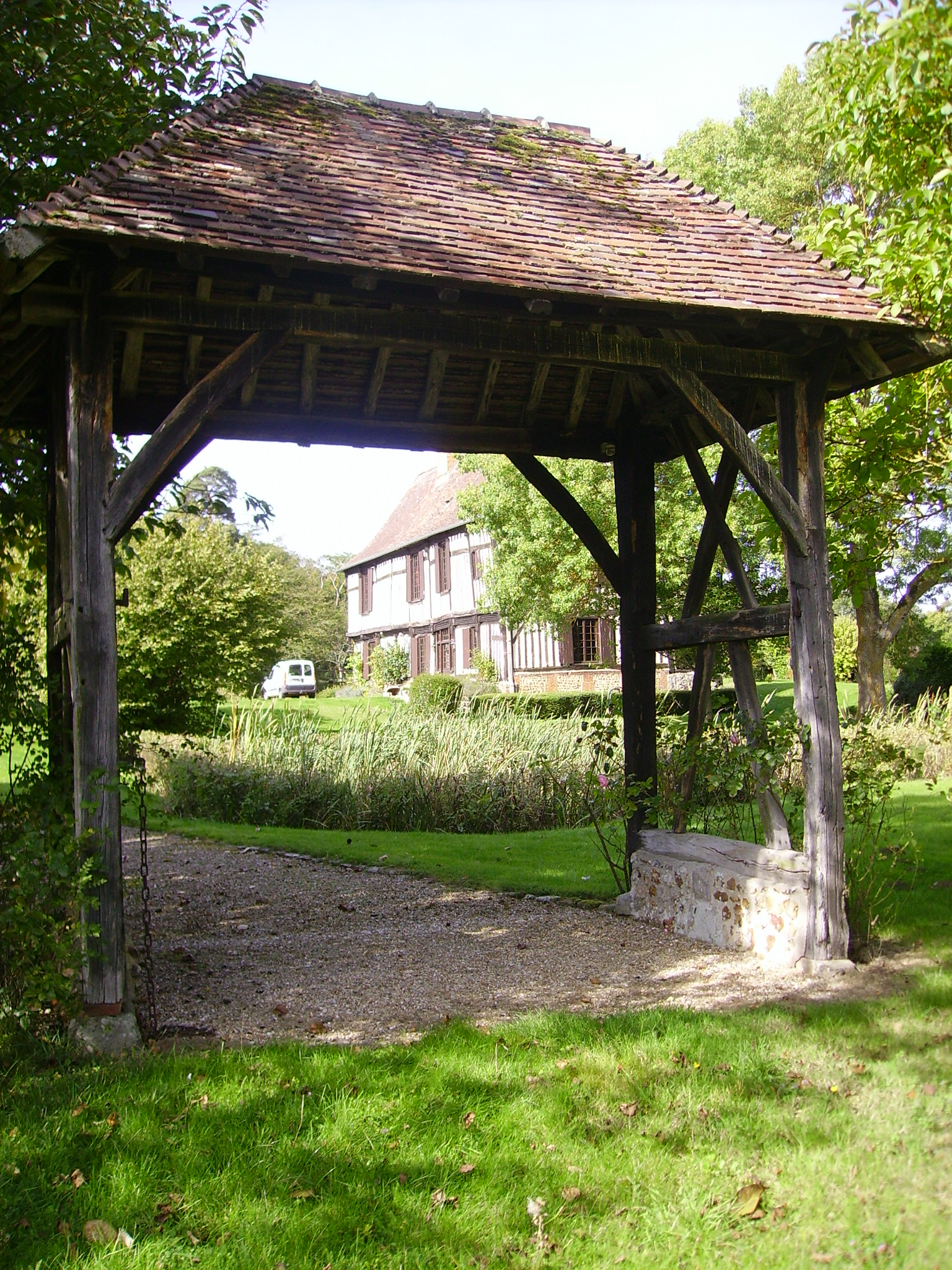
Porche d'entrée

Le colombier a été ruiné en 1944.

## Architecture
Le manoir se compose, :
- d'un logis des XVe et XVIe siècles. Celui-ci s'élève sur un étage. Il se distingue notamment par des façades à pans de bois et par une tour d'escalier saillante sur sa face nord. Au XVIIe siècle, les appartements sont réaménagés avec, entre autres, de nouvelles cheminées et décorations.

- d'une grange du XIIIe siècle. Modifiée au XVIe siècle, elle se distingue par sa charpente soutenue par deux travées de poteaux en bois, par ses murs-pignons en silex renforcés de contreforts en pierre et par ses murs latéraux à pans de bois avec hourdis de tuileaux.

## Protection
Le manoir fait l'objet d'une inscription  au titre des Monuments historiques depuis le 14 janvier 1993. Sont concernés par cette inscription : le logis (à l'exception des adjonctions sous la galerie postérieure) et la charpente de la grange.